# Cornelia Ernst
Cornelia Ernst (Bad Saarow, 1956. november 30. –) német politikus. 1974-ben érettségizett és belépett az SED-be. 1979-ben pedagógusi diplomát kapott, majd Lipcsében szerezte PhD-ját 1983-ban. 1991 és 1998 között szászországi országgyűlési tanácsadóként dolgozott. 2009-ben az Európai Parlament tagja lett.